# Powertool
Pour plus de détails, voir Fiche technique et Distribution.
Powertool est un film pornographique américain réalisé par John Travis et sorti en 1987. Il est considéré comme un classique du genre.

## Synopsis
Jeff le mauvais garçon a été condamné à un mois de prison. Il s'installe dans sa cellule. La cellule d'en face retient deux hommes. Sur leur lit, l'un prend l'autre. Jeff les observe en se masturbant jusqu'à l'éjaculation. 
Dans la réserve de la prison, Jeff croise un prisonnier qui fume. Il lui montre autre chose à mettre en bouche.
Dans les douches, deux prisonniers en chevauchent un troisième.
Un gardien de prison attiré par Jeff parvient à le séduire et se donne à lui.
Sorti de prison, Jeff rentre chez lui pour trouver son petit ami au lit avec un autre. Sans un bruit, il prend ses affaires et s'en va.

## Fiche technique
- Titre original : Powertool
- Réalisation : John Travis
- Scénario : John Travis
- Photographie : John Travis
- Montage : Dan Pack et Sam Deliloh
- Musique : Costello Presley
- Consultant de création : William Higgins
- Société de production : Catalina Video
- Sociétés de distribution : Catalina Video, Bijou Video
- Langues : anglais
- Format : Couleur
- Genre : Film pornographique
- Durée : 113 minutes
- Date de sortie :
  - États-Unis : 1986

## Distribution
- Jeff Stryker : Bad Boy Jeff
- Michael Gere : le prisonnier passif au lit
- Tony Bravo : le gardien de prison
- Gary Owen : le prisonnier soumis dans les douches
- Jeff Converse : le prisonnier qui fume
- Tom Mitchell : un prisonnier dominateur dans les douches
- Danny Russo : le petit ami
- Tony Morino : un prisonnier dominateur dans les douches (as Tony Marino)
- Brian Estevez : le jeune homme
- John Davenport : le prisonnier actif au lit (as Johnny Davenport)
- Mike Henson : la nouvelle conquête (non crédité)

## Distinctions
Récompenses
- AVN Awards 1987 : Meilleure vidéo gay[2]

Nominations
- Grabby Awards 2002 : Meilleure vidéo classique[3]
- Grabby Awards 2003 : Meilleure vidéo classique[4]

## Suite
En 1991, Catalina sort un film intitulé Powertool 2. C'est aussi un film de prison, avec cette fois Lex Baldwin en vedette. Il est réalisé par Josh Eliot, Taylor Hudson et Scott Masters.

## Autour du film
John Mercer le cite comme un des exemples les plus éminents des films de prison pornographiques gays.
Ce film a été conçu par John Travis spécifiquement pour Jeff Stryker. C'est l'un des films qui a fait de l'acteur une vedette du genre.
Jeff Stryker a repris le titre de ce film pour son autobiographie en 2005.